# Borgholm (Gemeinde)
Koordinaten: 56° 53′ N, 16° 39′ O

Borgholm ist eine Gemeinde (schwedisch kommun) in der schwedischen Provinz Kalmar län und im Norden der historischen Provinz Öland. Der Hauptort der Gemeinde ist Borgholm.

## Geographie

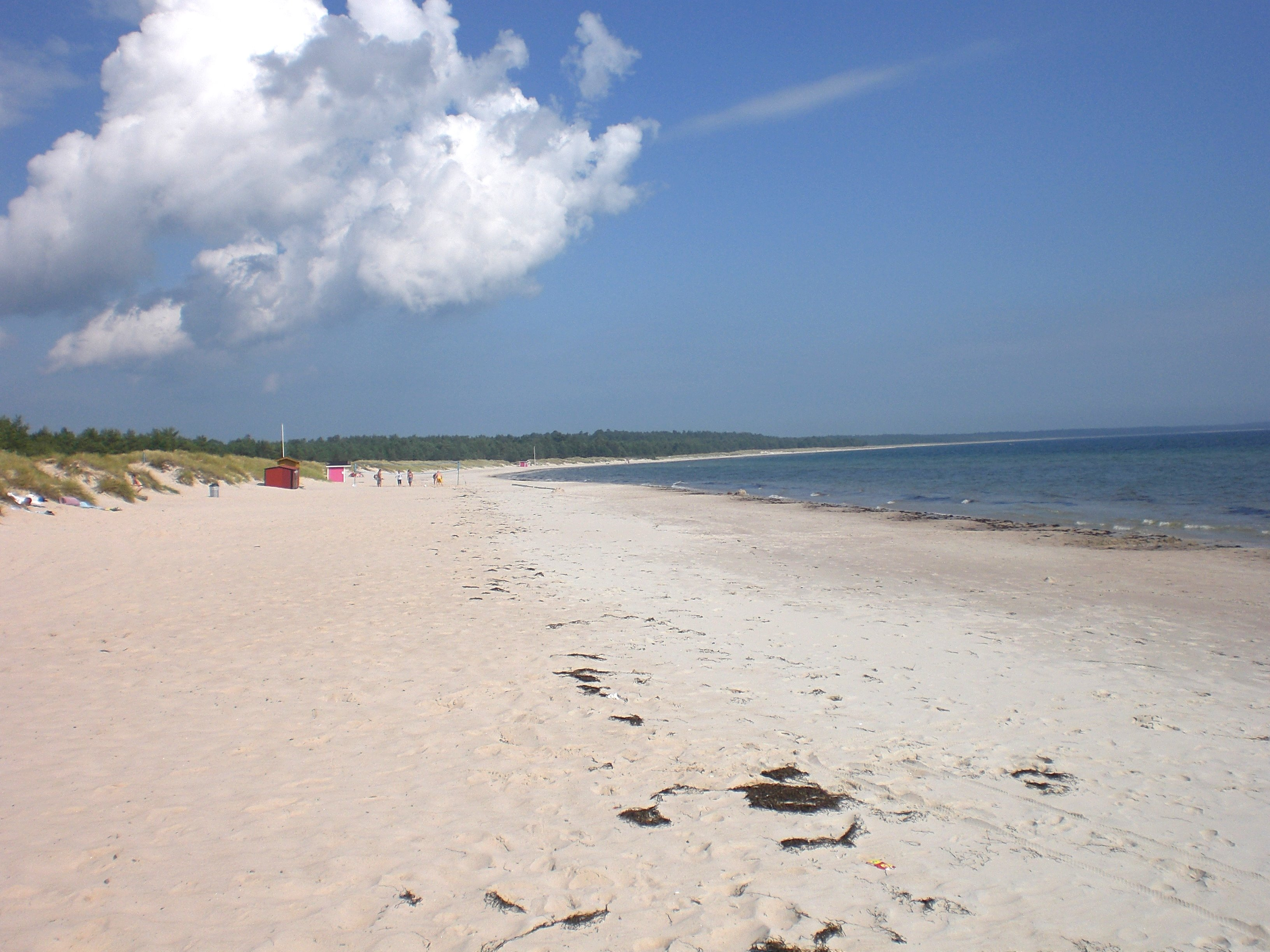
Bödabucht

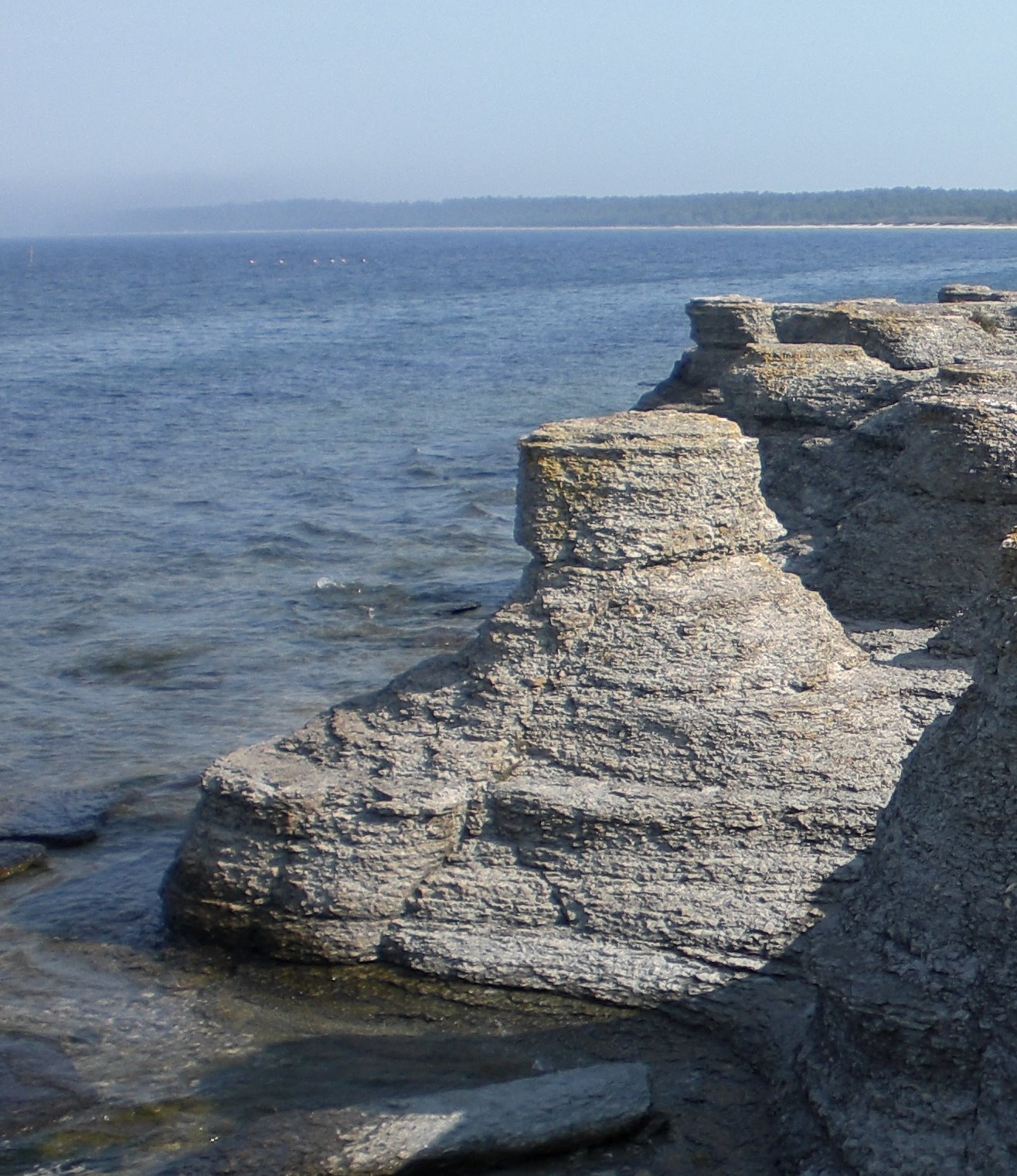
Byrums raukar

Die Gemeinde Borgholm umfasst den gesamten Nordteil der Insel Öland. Im Norden und Osten grenzt die Gemeinde an die Ostsee, im Westen an den Kalmarsund. Im äußersten Norden befindet sich die Bucht Grankullaviken, östlich hiervon die wegen ihres langen Sandstrands bekannte Bödabucht. Die Ostküste wird von vielen kleinen Buchten wie Melösaviken geprägt. An der Ostküste liegen mit Gaxa und Sikavarp zwei wüst gewordene, in früheren Jahrhunderten bedeutsame Häfen.
Mit Amunds mosse, Djurstad träsk, Dyestads mosse, Gillsby mossar, Knisa mosse, Norra mossen, Petgärdeträsk und Vanserums mossar verfügt die Gemeinde über diverse Feuchtgebiete. Viele Sümpfe wie zum Beispiel Skedemosse wurden in der Vergangenheit trockengelegt. Im Norden der Gemeinde liegt mit dem Hornsviken auch der einzige richtige See Ölands.
Besonderheiten sind das an der Küste zum Kalmarsund gelegene Rauksteingebiet Byrums raukar und die nördlich von Byxelkrok gelegenen Geröllbänke Neptuni åkrar.
Mit dem Mittlandsskogen im Süden der Gemeinde, ausgedehnteren Waldflächen im Ökopark Böda (Trollskogen, Bödakusten östra) im Norden und Gebieten an der Westküste (Halltorps hage)
verfügt die Gemeinde Borgholm über größere Wälder.
Direkt östlich der Landstraße 136 zwischen Borgholm und Köpingsvik befindet sich die auffällige Felsformation Köpings klint, zu deren Füßen die Sankt-Elof-Quelle entspringt.
Eine im 20. Jahrhundert bestehende Eisenbahnlinie wurde eingestellt. Nur im nördlichsten Teil der Insel besteht mit der Böda Skogsjärnväg noch eine kleine Eisenbahnstrecke.

## Orte

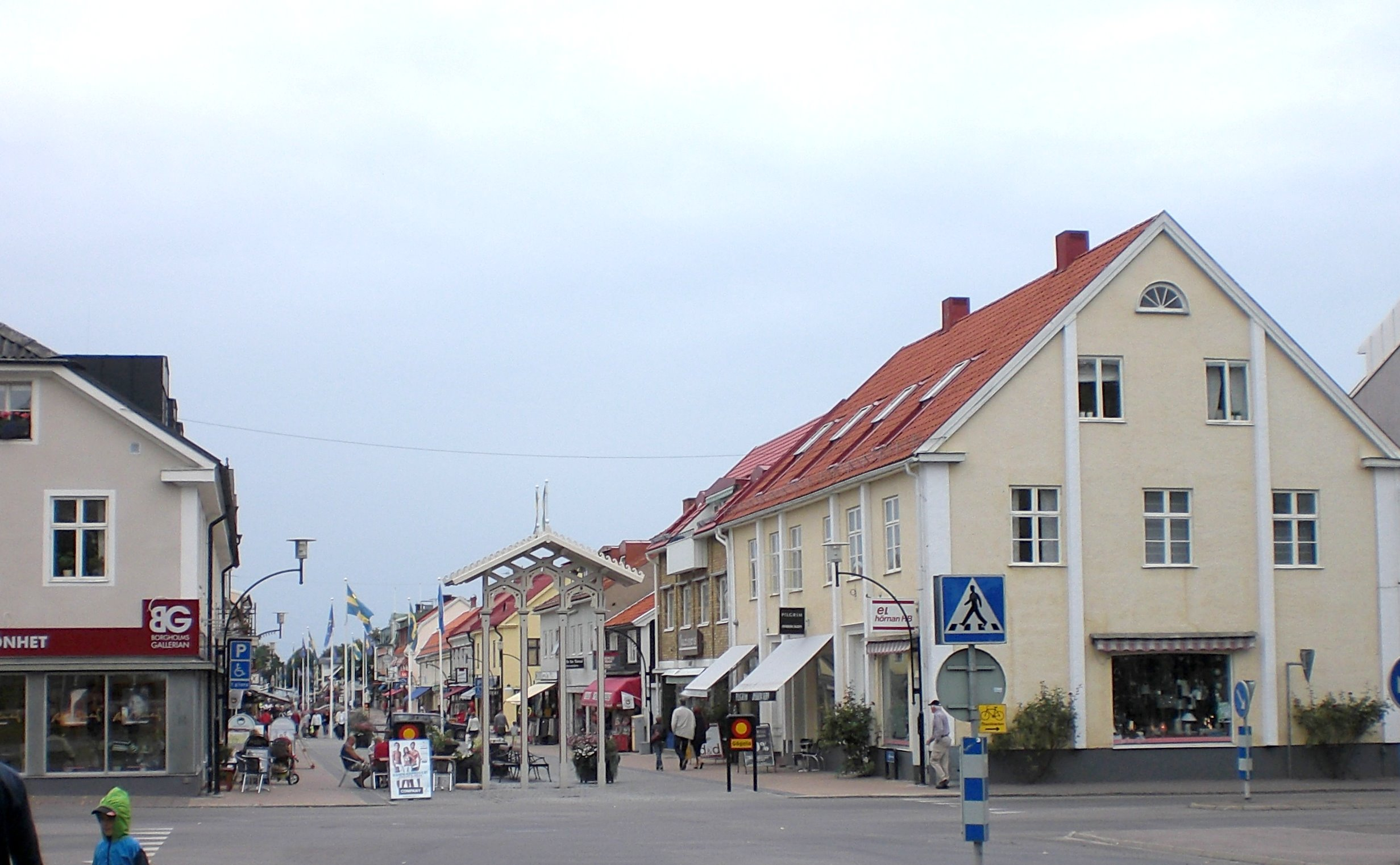
Fußgängerzone Borgholm

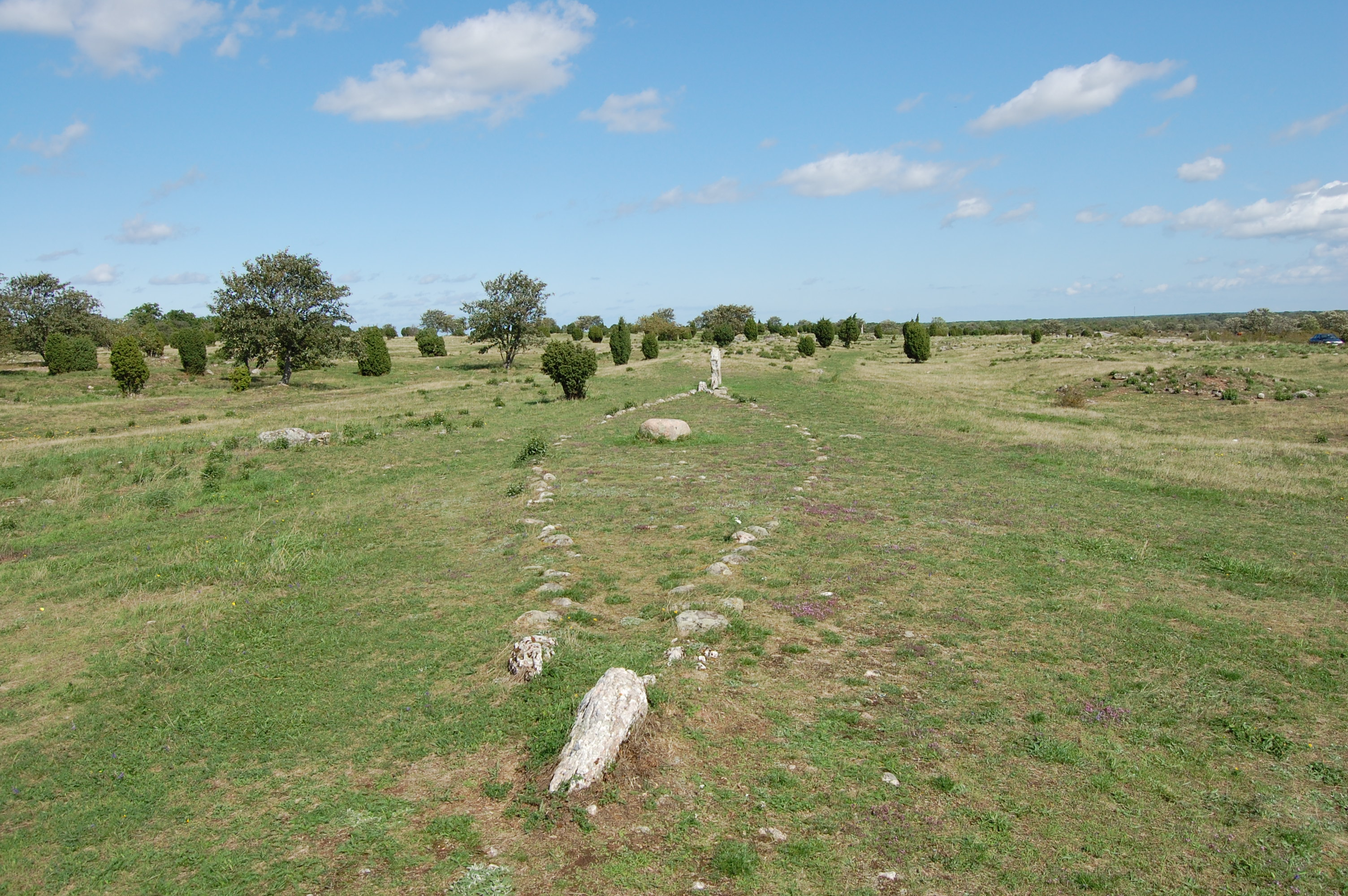
Arche Noah auf Karums Alvar

Folgende Orte sind Ortschaften (tätorter):
- Björkviken
- Borgholm
- Köpingsvik
- Löttorp
- Rälla

Darüber hinaus bestehen mehrere Småorte wie Byxelkrok, Gärdslösa, Långlöt, Sandvik und Störlinge, sowie diverse Dörfer mit weniger als 50 Einwohnern wie Äleklinta, Alvedsjöbodar, Egby, Folkeslunda, Föra, Himmelsberga, Hörninge, Högby, Jordhamn, Kårehamn, Lerkaka, Ramsättra, Rönnerum, Skedemosse, Strandtorp und Torp.

## Prähistorische Fundstätten
Von der frühen Besiedlung Ölands in prähistorischer Zeit zeugen eine Vielzahl von Funden, wie die Grabanlagen auf Karums Alvar, Blå rör, die Schiffssetzung von Borgholm und die Röse bei Ramsättra, die Gräberfelder von Byxelkrok, Folkeslunda, Ramsättra, Strandtorp und das Gräberfeld auf dem Köpings klint.
Auch alte Burgen wie Ismantorp und Runensteine wie Bjärbystein, Höga flisa und Tingsflisan erinnern an die lange Geschichte der Besiedlung der Insel.

## Bauwerke

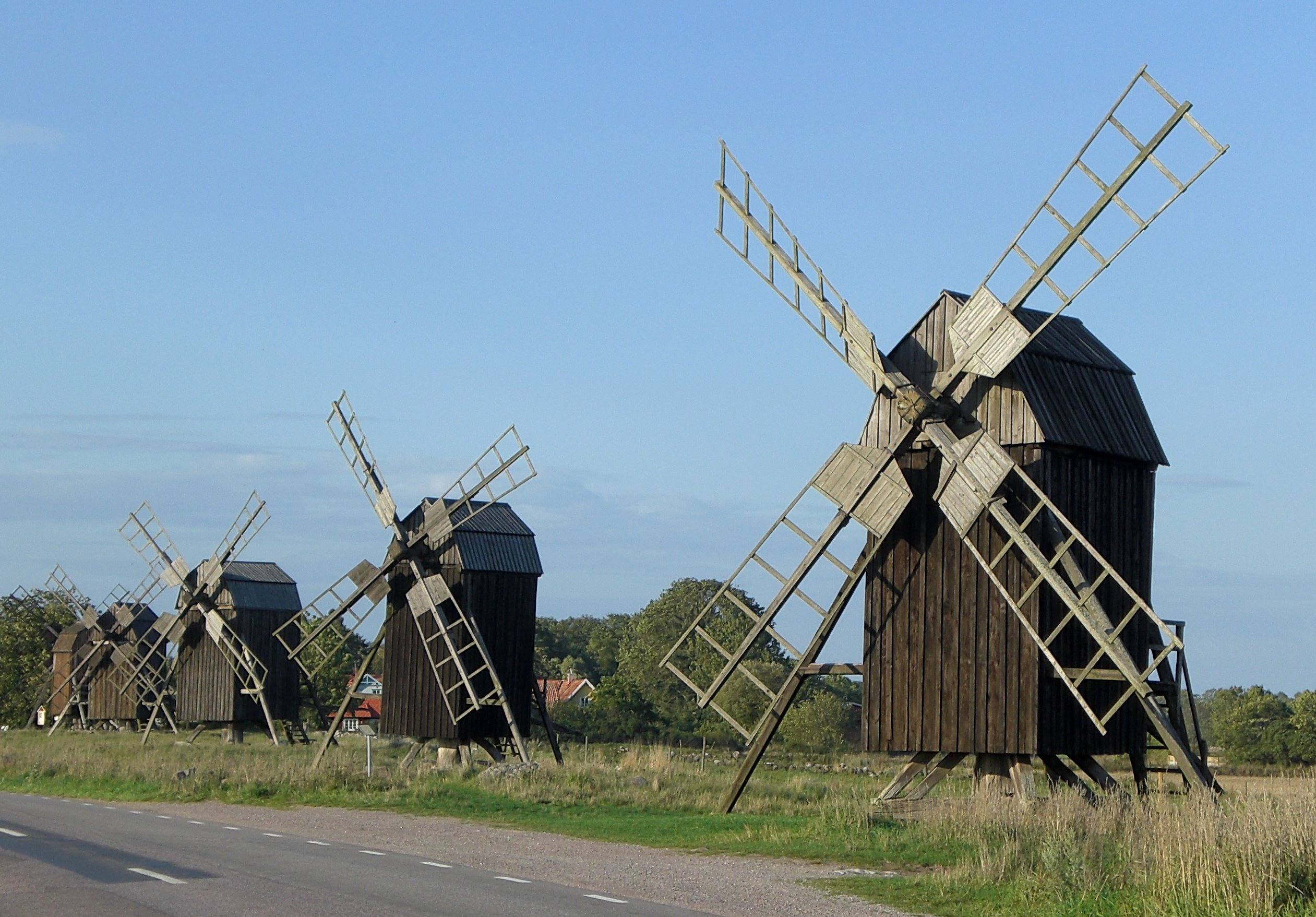
Mühlen von Lerkaka

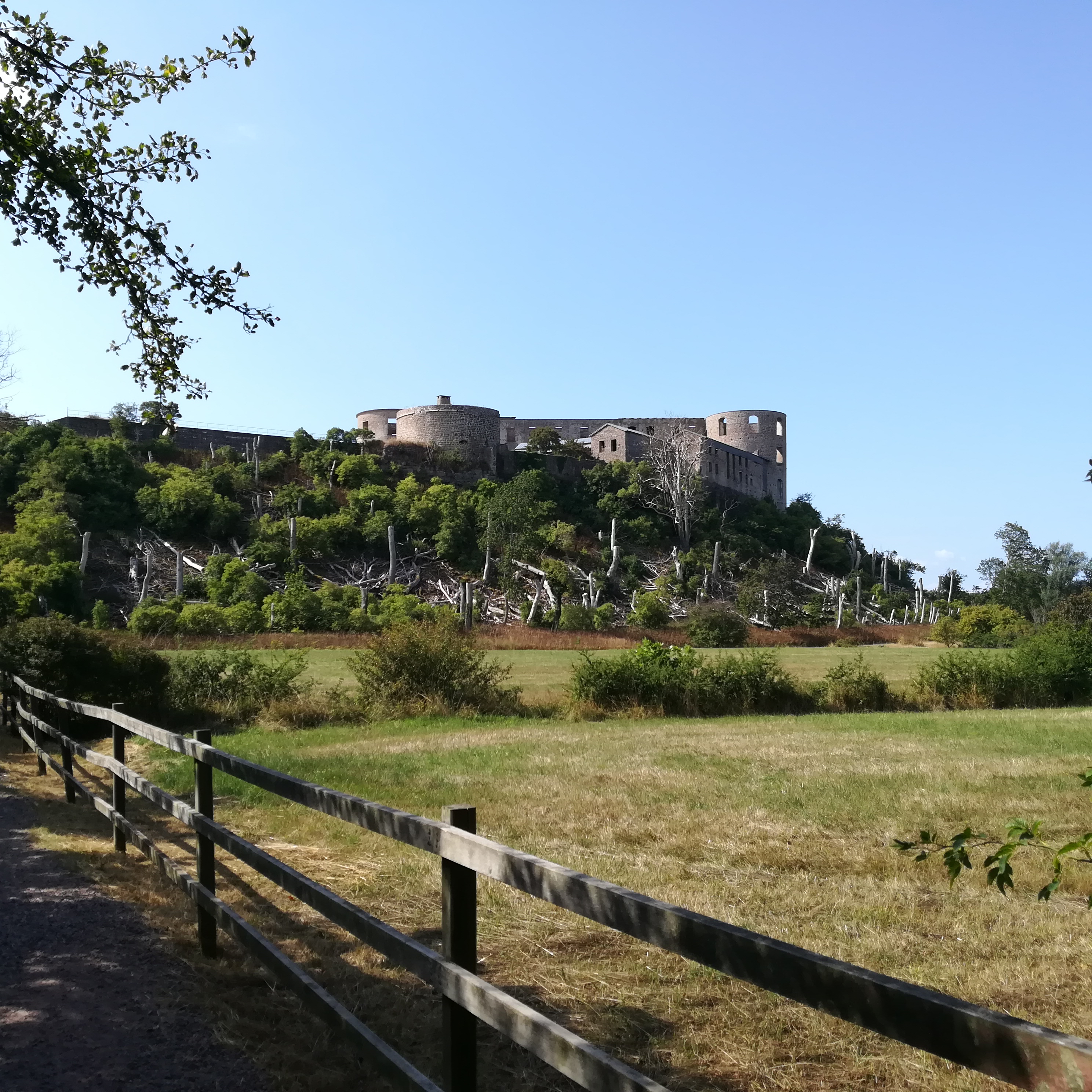
Borgholm Schlossruine, gebaut zum Schutz des Hafens von Borgholm.

In der Gemeinde befindet sich der königliche Sommersitz Schloss Solliden und die Ruine des Schlosses Borgholm, welches im 19. Jahrhundert ausbrannte. In der Nähe der Schlossruine befindet sich der im 19. Jahrhundert errichtete Jagdstein. Kulturhistorisch bedeutsam ist die Kirche von Gärdslösa und die ehemalige Kirche Källa ödekyrka. Weitere Kirchen bestehen unter anderem in Alböke, Borgholm, Egby, Högby, Köpingsvik und Långlöt. Nur noch als Ruine ist die St.-Birgitta-Kapelle auf Kapelludden erhalten.
Das Öland-Museum Himmelsberga für Kunst und Kulturgeschichte stellt die Kulturgeschichte des bäuerlich geprägten Öland dar. Mit dem Stadtmuseum Borgholm verfügt der Hauptort der Gemeinde über ein eigenes Museum.
Für Öland typisch sind die vielen Windmühlen, wie die Mühlen von Lerkaka und Störlinge. Neben diesen Bockwindmühlen blieben mit Sandviks Kvarn und der Mühle von Strandtorp auch Holländerwindmühlen erhalten. Eine Besonderheit stellt die zur Kalksteinbearbeitung errichtete Scheuermühle Jordhamn dar. Neben der Kalksteinbearbeitung gehörte auch die Herstellung des Leinenstoffes zu einem wichtigen Erwerbszweig. Erhalten blieb die Flachsdarre Linbasta von Lerkaka.
Auch Leuchttürme wie der Långe Erik auf Stora grundet an der Nordspitze der Insel und Kapelluddens fyr prägen das Bild der Gemeinde.
Die Reste der alten Jagdmauer Jaktmuren sind im Trollskogen im Norden der Gemeinde zu finden. Eine weitere Besonderheit stellt der Mittmille-Stein, ein Wegebaustein, der Runenstein von Bjärby und das mittelalterliche Steinkreuz Rynings kors dar.